# Фарс
 Тази статия е за комедийния жанр.  За историческата област вижте Персия.  За провинцията в Иран вижте Фарс (остан).
Фарсът е комедия, изградена върху недоразумения или изненадващи стълкновения. Във фарса често се включва игра на думи, сексуални намеци, преднамерена абсурдност и безсмисленост, бързо темпо и забързване с развитието на действието. Основното предназначение на фарса не е съзнателната политическа сатира, а непринуденото и безгрижно представяне на градския бит с всички негови скандални случки, непристойност, грубост и веселост. Във френския фарс често се засяга темата скандали между съпрузите.
Заражда се през средните векове в Западна Европа (най-вече в средновековна Франция), но има корени в гръко-римския античен театър. Може да се открият негови следи у Аристофан и Плавт, и специфично ателана. За пръв път думата е употребена през 10. век. Представленията са се играли на пазари и в странноприемници от хистриони.
Терминът фарс произлиза от френската дума за „пълнеж“, защото е свързан с импровизациите, използвани от актьорите към средновековните религиозни драми. По-късните форми на тези драматични форми са изпълнявани като комични интерлюдии през 15. и 16. век. Най-старият запазен до днес фарс вероятно е Le Garçon et l'aveugle (Момчето и слепецът), датиран след 1266 г., макар да се смята, че най-старите фарсове, които могат да бъдат точно датирани, са от времето между 1450 и 1550 г. Най-известният фарс е La Farce de maître Pathelin (Фарсът на учителя Патлен) от около 1460 г.
В съвременния разговорен език фарс се нарича също профанацията и имитацията на дадено действие или процес, например съдебен процес.